# Lermontov Cup 2012
Il Lermontov Cup 2012 è stato un torneo professionistico di tennis maschile giocato sulla terra rossa. È stata la 1ª edizione del torneo, facente parte dell'ATP Challenger Tour nell'ambito dell'ATP Challenger Tour 2012. Si è giocato a Lermontov in Russia dal 24 al 30 settembre 2012.

## Partecipanti ATP

### Teste di serie
| Nazionalità          | Giocatore          | Ranking* | Testa di serie |
| -------------------- | ------------------ | -------- | -------------- |
| Italia               | Paolo Lorenzi      | 70       | 1              |
| Russia               | Andrej Kuznecov    | 116      | 2              |
| Argentina            | Horacio Zeballos   | 119      | 3              |
| Russia               | Tejmuraz Gabašvili | 160      | 4              |
| Kazakistan           | Andrej Golubev     | 168      | 5              |
| Ucraina              | Ivan Serheev       | 176      | 6              |
| Bosnia ed Erzegovina | Damir Džumhur      | 216      | 7              |
| Russia               | Konstantin Kravčuk | 217      | 8              |

- 1 Ranking al 17 settembre 2012.

### Altri partecipanti
Giocatori che hanno ricevuto una wild card:
- Victor Baluda
- Ruslan Chomaev
- Ervand Gasparyan
- Richard Muzaev

Giocatori che sono passati dalle qualificazioni:
- Toni Androić
- James Duckworth
- Michal Schmid
- Jurij Ščukin

## Campioni

### Singolare
- Andrej Kuznecov ha battuto in finale  Farruch Dustov con il punteggio di 6(7)–7, 6–2, 6–2

### Doppio
- Konstantin Kravčuk /  Denys Molčanov hanno battuto in finale  Andrej Golubev /  Jurij Ščukin con il punteggio di 6–3, 6–4